# Caesalpinia nhatrangense
Mezoneuron nhatrangense é uma espécie de árvore da família Leguminosae.
Apenas pode ser encontrada no Vietname.